# Rostellularia procumbens
Rostellularia procumbens, conocida comúnmente como sauce de agua, es una especie de planta con flores perteneciente a la familia de las acantáceas. Es endémica de la India.

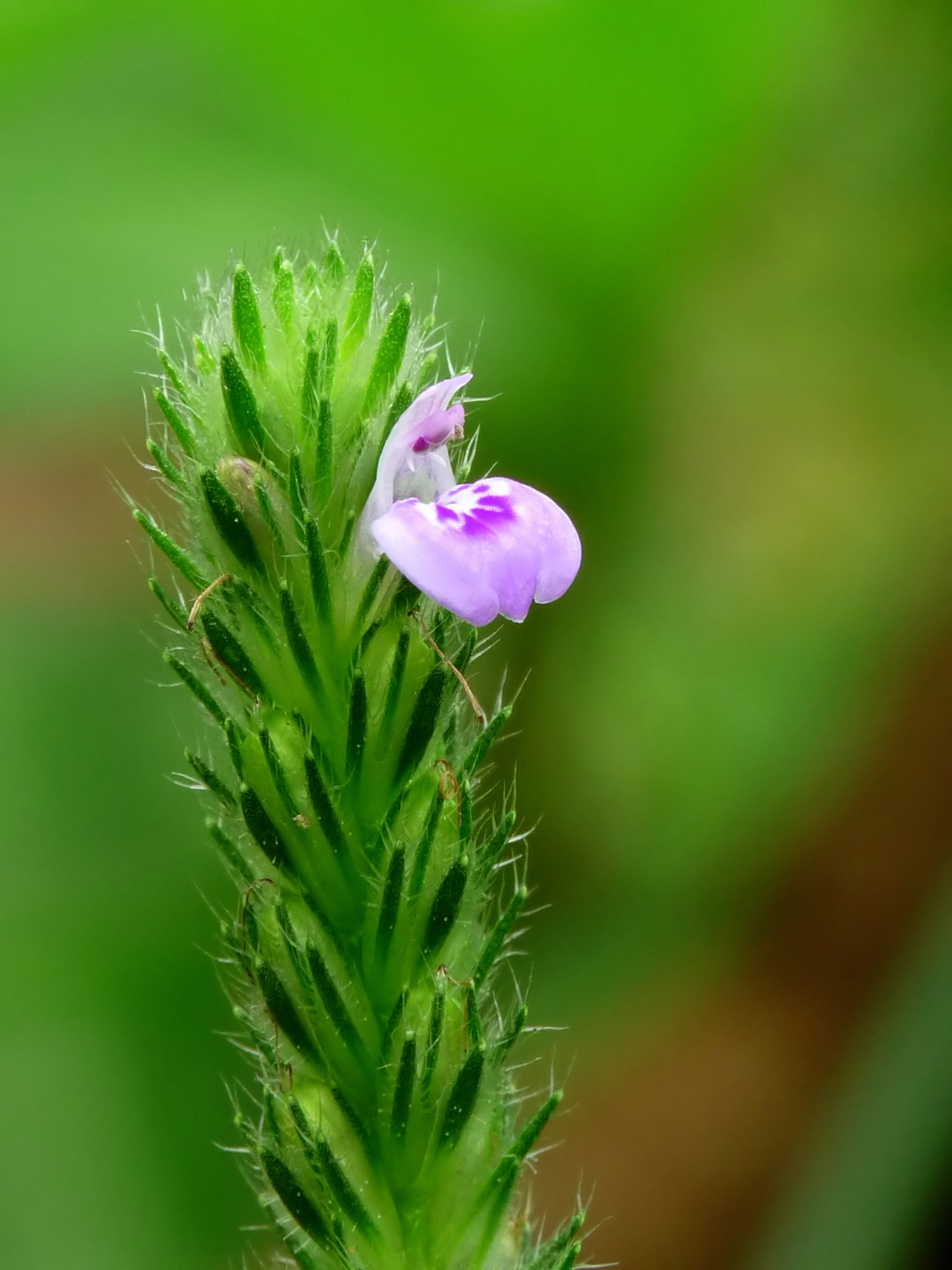
Detalle de la planta

## Descripción
Es una planta anual, difusamente ramificada, que alcanza un tamaño de hasta 30 cm de altura, con ramos procumbentes a ascendentes. Las hojas con pecíolos largos de 5 mm, lámina lanceolado-elípticas, peludas, enteras, agudas en la base y el ápice. Inflorescencia terminal, de hasta 2.5 cm de largo. Las flores de color rosa, de 10 mm de largo. El fruto es una cápsula oblonga con semillas ± ovadas, de 1 mm de largo.

## Distribución y hábitat
El área de distribución nativa de esta especie se extiende desde Asia tropical y subtropical hasta China central. Crece principalmente en el bioma subtropical.

## Taxonomía
La especie fue descrita originalmente como Justicia procumbens por Carlos Linneo y publicada en Species Plantarum 1: 15, en 1753, actualmente es tanto un sinónimo como el basónimo de esta; y ulteriormente sería transferida al género Rostellularia por Christian Gottfried Daniel Nees von Esenbeck en Prodromus Systematis Naturalis Regni Vegetabilis 11: 371, en 1847.

#### Etimología
Véase: Rostellularia
procumbens: epíteto latino que significa "postrada".

## Importancia económica y cultural

### Propiedades
Es una planta medicinal cuyas propiedades son aprovechadas de diversas maneras; por ejemplo, el jugo de las hojas se exprime en los ojos en caso de oftalmía.

## Nombres comunes
La planta tiene varios nombres en Asia: en maratí: कलमाशी, romanizado: Kalmashi; करंबल, romanizado: Karambal; पित्तपापडा, romanizado: Pitpapada, o; en tamil: கோடகசாலை, romanizado: Kōṭakacālai.